# مانیش پال
مانیش پال (به انگلیسی: Manish Paul) (زاده ۳ اوت ۱۹۸۱) بازیگر هندی است.
از کارهای معروف او می‌توان به بازی در فیلم جنگجو، شاد زندگی کن و ای‌بی‌سی‌دی اشاره کرد.